# Hans Rudolf Meyer (Maler)
Hans-Rudolf Meyer (genannt Meyer von Zollikon; * 9. August 1913 in Zollikon; † 6. Februar 2012 ebenda) war ein Schweizer Maler und Illustrator. Er war bekannt für seine vielfältigen künstlerischen Tätigkeiten und seine Hingabe zur Naturalismus-Bewegung.

## Leben
Hans-Rudolf Meyer wurde in Zollikon geboren und verbrachte dort einen Grossteil seines Lebens. Sein künstlerisches Talent zeigte sich früh, und er begann seine Ausbildung als Theatermaler am Stadttheater Zürich. Später studierte er von 1933 bis 1934 an der Schule für angewandte Kunst in München und setzte seine Ausbildung von 1934 bis 1936 an der Akademie der Bildenden Künste München sowie von 1937 bis 1939 an der Kunstakademie Florenz fort.
Meyer war der Sohn des Bildhauers Adolf Meyer, der ein Freund von Künstlern wie Ferdinand Hodler und Cuno Amiet war. Diese Verbindung zu bedeutenden Künstlern prägte seine Entwicklung als Künstler und Berater.
Als Maler war Hans-Rudolf Meyer für seine realistischen Darstellungen von Landschaften aus der Schweiz und Italien bekannt. Seine Werke zeugen von seiner Liebe zur Natur und zur Seefahrt; er besass eine Sammlung maritimer Gegenstände, darunter Steuerräder, Sextanten, Kompasse und Schiffsglocken.
Neben der Malerei beschäftigte er sich mit Buchgestaltung, Bühnenbild, Druckgrafik, Kupferstich, Mosaik und Radierung.
Meyer blieb zeit seines Lebens dem Naturalismus treu und bewunderte insbesondere den Maler Rembrandt für dessen Meisterschaft in der Darstellung von Form, Licht und menschlicher Seele. Seine Kunst sah er als Dienst an der Schönheit und als Respekt vor seinen Vorfahren. Er verstand Malerei als Mittel, das Göttlich-Schöne und Ideale zu ehren und eine positive Einstellung zum Leben zu fördern.

## Ausstellungen
(Quelle: SIKART Lexikon zur Kunst in der Schweiz)
- 1939: Zürcher Künstler. Skulpturen – Gemälde – Zeichnungen. Kunsthaus Zürich, 25. November 1939 bis 7. Januar 1940.
- 1974: Zürcher Künstler. Züspa-Hallen, Zürich, 14. Dezember 1974 bis 5. Januar 1975
- 2006: Ausstellung Zürichsee Maler. Die Galerie. Zürichsee Auktionen, Erlenbach (ZH), 18. Januar 2006 bis 3. Februar 2006.[3]